# 박승직
박승직(朴承稷, 1864년 6월 22일 ~ 1950년 12월 20일)은 두산그룹의 시초가 된 두산상회의 창립자이다. 호는 매헌(梅軒)이다.

## 생애
경기도 광주군 돌마면 이매리에서 태어난 박승직은 1890년경 ‘박승직 상점’이라는 상호로 배오개에 진출하였다. 1916년부터 부인 정정숙의 건의를 받아들여 화장품을 만들어 팔았으며 1920년에는 그것을 박가분이라는 상표로 등록했다. 이후 1925년에는 회계처리를 근대화하는 체제로 바꾸면서 상호를 주식회사 박승직 상점으로 변경했다.
1945년 8월 15일 광복 이후 아들 박두병(朴斗秉)이 이를 인수하여 동양맥주를 설립했다. 이듬해인 1946년 박승직 상점을 ‘두산상회’로 재개업함으로써 두산그룹의 시초가 되었다.

### 박승직의 친일행각
초대 통감 이토 히로부미가 1909년 안중근 의사의 저격으로 사망했을 때, 창업주 박승직은 이등박문을 추도하는 ‘국민대추도회’의 발기인(총 41명) 및 위원(총 100명)으로 참여했다.
이 국민대추도회는 한성부민회가 주최하고 각 단체가 연합하여 추진한 것으로, 한성부민회는 1907년 10월 일본 황태자의 ‘한국시찰’을 환영하는 반관반민(半官半民)의 비상설단체인 ‘대일본(제국)황태자봉영한성부민회’를 모체로 조직되었고 이듬해 유길준이 주도해 한성부민회로 재조직되었다고 기록돼 있다.(이용창, ‘한국독립운동사연구’ 참조).
박승직의 친일행적은 일제 치하 내내 계속되었는데 1919엔 박영효, 최진 등이 만든 친일단체인 조선경제회 이사로 참여하였고 1922년엔 조선실업구락부 발기인으로 참여해 평의회 임원 등을 지냈다. 조선실업구락부는 1920년 유력 경제인들이 친목도모와 일선융화(日鮮融和)를 목적으로 하는 단체였다. 박승직은 또한 1924년 4월 반일운동 배척과 일선융화를 표방하던 친일단체 동민회(同民會)의 평의원에 선임되었다고 친일인명사전은 기록하고 있다.
1938년 1월 1일 신년을 맞이해 매일신보가 마련한 ‘조선인의 진로와 각오’라는 주제의 좌담회에서 박승직은 “중일전쟁의 책임은 전적으로 중국에 있음을 강조하는 한편 조선인들이 보여준 거국일치의 ‘애국정신’에 찬사를 보냈다. 이어 조선통치에 있어 조선총독부의 시정(施政)이 적절하므로 개선이 전혀 필요없음을 강조했다”고 되어 있다. 박승직은 같은 해 2월 조선지원병 제도 제정축하회의 발기인으로 참여한 박승직은 매일신보에 지원병 제도 실시를 축하하는 담화를 통해 ‘지원병 제도 실시는 내선일체의 구현이며, 조선인도 제국 신민으로서 의무와 권리를 갖추게 되었다’며 환영했다.
친일인명사전은 박승직이 같은 해 8월엔 “국민정신총동원조선연맹의 발기인으로 참여해 평의원에 선임되었고, 국민정신 총동원 경성부연맹 상담역을 맡았다”고 기록하고 있다. 국민정신총동원조선연맹은 1938년 총동부의 종용 하에 동아일보 김성수, 조선일보 방응모, 이화여대의 김활란 등이 결성한 전시동원 선전조직으로 이듬해에 공표된 국민징용령에 맞춰 조선인 강제징용과 위안부 모집 등에 앞장섰다. 박승직은 이 조직이 국민총력조선연맹으로 확대개편된 뒤인 1940년 10월에도 평의원을 맡은 것으로 기록돼 있다. 1941년 12월엔 경성부 총력과를 직접 방문해 해군 국방헌금으로 1만원을 헌납했고 1943년에도 두차례에 걸쳐 방공감시대 위문금과 국방헌금을 헌납했다.

## 가족 관계
- 아버지 박문회(朴文會) - 별세
- 어머니 허씨(許氏) - 별세
  - 부인 정정숙 - 별세
    - 아들 박두병(1910년 - 1973년) - 별세
    - 자부 명계춘(1913년 - 2008년) - 별세
      - 손자 박용곤(1932년 - 2019년) - 별세
        - 증손자 박정원(1962년 - )
        - 증손자 박지원(1965년 - )

      - 손녀 박용언(1933년 - )
      - 손자 박용오(1937년 - 2009년) - 별세
        - 증손자 박경원(1964년 - )
        - 증손자 박중원(1968년 - )

      - 손자 박용성(1940년 - )
        - 증손자 박진원(1968년 - )
        - 증손자 박석원(1971년 - )

      - 손자 박용현(1943년 - )
        - 증손자 박태원(1969년 - )
        - 증손자 박형원(1970년 - )
        - 증손자 박인원(1973년 - )

      - 손자 박용만(1955년 - )
        - 증손자 박서원(1979년 - )
        - 증손자 박재원(1985년 - )

      - 손자 박용욱(1960년 - )

    - 아들 박우병(1915년 - 1988년) - 별세
    - 아들 박기병(1917년 - ?) - 요절
    - 아들 박규병(1919년 - ?) - 요절